# Bryan Zaragoza
Bryan Zaragoza Martínez (Málaga, 9 de septiembre de 2001) es un futbolista español que juega como centrocampista en el R. C. Celta de Vigo de la Primera División de España.

## Trayectoria
Tras formarse como futbolista en las categorías inferiores del CD Tiro Pichón, del CD de Conejito de Málaga y del Granada C. F., finalmente en 2020 se marchó cedido al C. D. El Ejido 2012. Debutó contra el Yeclano Deportivo el 1 de noviembre de 2020. Tras un año en el club almeriense, volvió a la disciplina del Granada C. F. en la temporada 2021-22. Esa misma temporada, el 30 de noviembre de 2021, hizo su debut con el primer equipo en la Copa del Rey contra el Club Deportivo Laguna, partido que finalizó con un resultado de 0-7.
El 6 de diciembre de 2023 se anunció oficialmente su fichaje por el Bayern de Múnich, que hizo el pago de la cláusula de rescisión de 15 000 000€, y con ello se quedaba en el cuadro nazarí hasta el final de la temporada 2023-24. Sin embargo, su llegada a Alemania se adelantó al mes de febrero en forma de cesión antes de entrar en vigor el contrato que había firmado hasta 2029.
El 9 de agosto de 2024 se hizo oficial su cesión por una temporada sin opción de compra al C. A. Osasuna a cambio de 250 000 euros. La siguiente campaña volvió a ser prestado, esta vez al R. C. Celta de Vigo que en esta ocasión sí tenía la opción de adquirirlo en propiedad.

## Selección nacional
El 9 de octubre de 2023, tras haber marcado dos goles al F. C. Barcelona, fue convocado por primera vez con la selección española. Debutó a los tres días en un encuentro de clasificación para la Eurocopa 2024 ante Escocia. El 18 de noviembre de 2024 marcó su primer gol como internacional en un partido contra Suiza al marcar un penalti cometido sobre él mismo.

### Goles internacionales
| N.º | Fecha                   | Estadio                                                           | Rival | Gol | Resultado | Competición              |
| --- | ----------------------- | ----------------------------------------------------------------- | ----- | --- | --------- | ------------------------ |
| 1   | 18 de noviembre de 2024 | Estadio Heliodoro Rodríguez López, Santa Cruz de Tenerife, España | Suiza | 3-2 | 3-2       | Liga de Naciones 2024-25 |

## Estadísticas

### Clubes
Actualizado al último partido disputado el 24 de mayo de 2025.
| Club                         | Div.          | Temporada     | Liga  | Liga  | Liga   | Copas nacionales | Copas nacionales | Copas nacionales | Copas internacionales | Copas internacionales | Copas internacionales | Total | Total | Total  |
| Club                         | Div.          | Temporada     | Part. | Goles | Asist. | Part.            | Goles            | Asist.           | Part.                 | Goles                 | Asist.                | Part. | Goles | Asist. |
| ---------------------------- | ------------- | ------------- | ----- | ----- | ------ | ---------------- | ---------------- | ---------------- | --------------------- | --------------------- | --------------------- | ----- | ----- | ------ |
| C. P. El Ejido · España      | 2.ª B         | 2020-21       | 15    | 1     | 1      | 0                | 0                | 0                | ―                     | ―                     | ―                     | 15    | 1     | 1      |
| C. P. El Ejido · España      | Total club    | Total club    | 15    | 1     | 1      | 0                | 0                | 0                | 0                     | 0                     | 0                     | 15    | 1     | 1      |
| Recreativo Granada · España  | 2.ª F         | 2021-22       | 33    | 7     | 2      | ―                | ―                | ―                | ―                     | ―                     | ―                     | 33    | 7     | 2      |
| Recreativo Granada · España  | Total club    | Total club    | 33    | 7     | 2      | 0                | 0                | 0                | 0                     | 0                     | 0                     | 33    | 7     | 2      |
| Granada C. F. · España       | 1.ª           | 2021-22       | 0     | 0     | 0      | 1                | 0                | 0                | —                     | —                     | —                     | 1     | 0     | 0      |
| Granada C. F. · España       | 2.ª           | 2022-23       | 34    | 5     | 0      | 2                | 0                | 0                | ―                     | ―                     | ―                     | 36    | 5     | 0      |
| Granada C. F. · España       | 1.ª           | 2023-24       | 21    | 6     | 2      | 0                | 0                | 0                | —                     | —                     | —                     | 21    | 6     | 2      |
| Granada C. F. · España       | Total club    | Total club    | 55    | 11    | 2      | 3                | 0                | 0                | 0                     | 0                     | 0                     | 58    | 11    | 2      |
| Bayern de Múnich · Alemania  | 1.ª           | 2023-24       | 7     | 0     | 0      | —                | —                | —                | 0                     | 0                     | 0                     | 7     | 0     | 0      |
| Bayern de Múnich · Alemania  | Total club    | Total club    | 7     | 0     | 0      | 0                | 0                | 0                | 0                     | 0                     | 0                     | 7     | 0     | 0      |
| C. A. Osasuna · España       | 1.ª           | 2024-25       | 27    | 1     | 6      | 1                | 0                | 0                | —                     | —                     | —                     | 28    | 1     | 6      |
| C. A. Osasuna · España       | Total club    | Total club    | 27    | 1     | 6      | 1                | 0                | 0                | 0                     | 0                     | 0                     | 28    | 1     | 6      |
| R. C. Celta de Vigo · España | 1.ª           | 2025-26       | 0     | 0     | 0      | 0                | 0                | 0                | 0                     | 0                     | 0                     | 0     | 0     | 0      |
| R. C. Celta de Vigo · España | Total club    | Total club    | 0     | 0     | 0      | 0                | 0                | 0                | 0                     | 0                     | 0                     | 0     | 0     | 0      |
| Total carrera                | Total carrera | Total carrera | 137   | 20    | 11     | 4                | 0                | 0                | 0                     | 0                     | 0                     | 141   | 20    | 11     |